# 动能回收系统

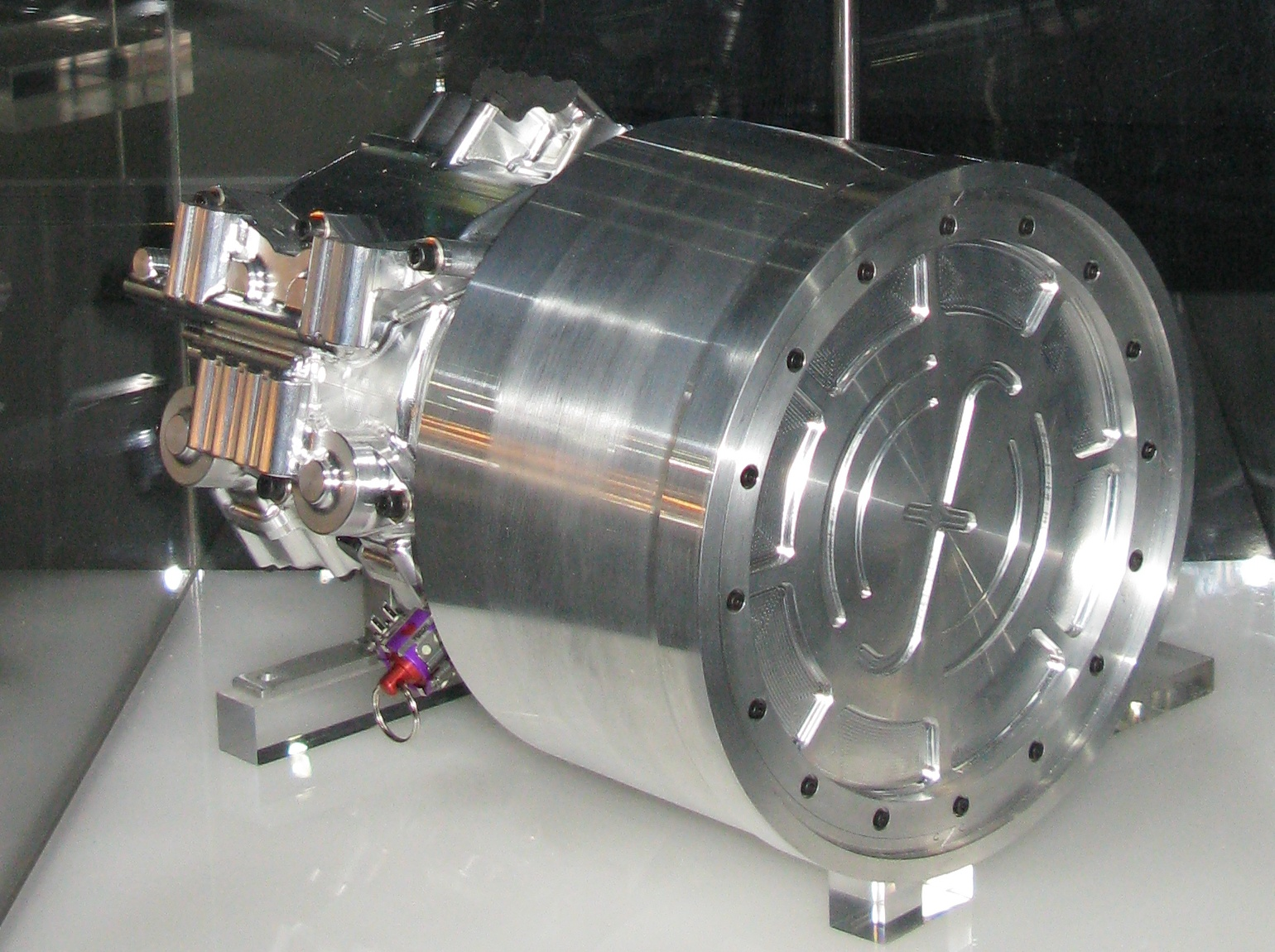
Flybrid 动能回收系统

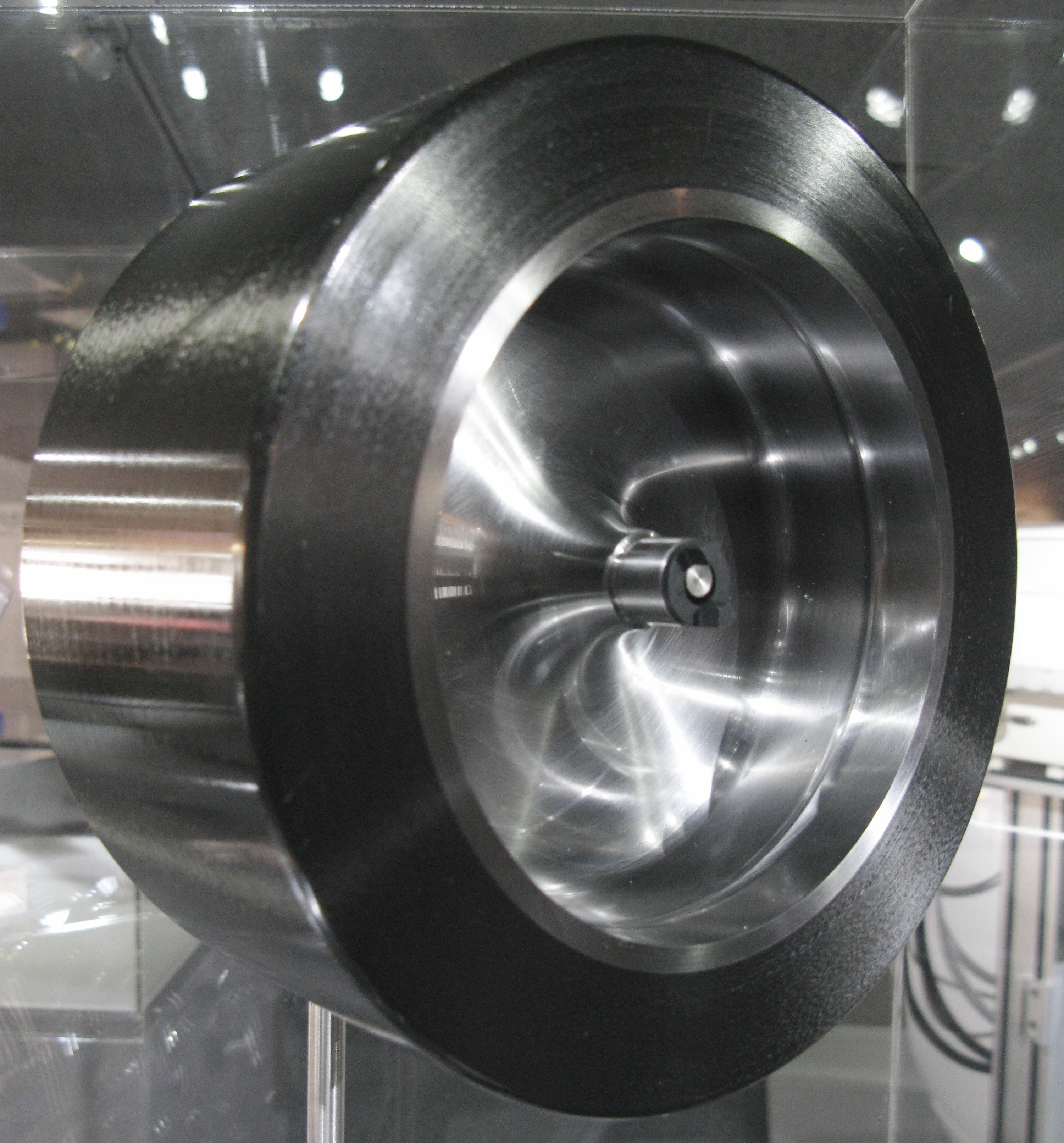
一个KERS飞轮

动能回收系统（英文：Kinetic Energy Recovery System；简称：KERS）是一个将刹车时的动能回收储存并且为以后使用的系统。回收的能量一般存储在飞轮、电池或电容之中。动能回收系统现被利用于一级方程式赛车、世界耐力錦標賽、汽车零部件制造商、汽车制造商、摩托车当中。

## 一级方程式赛车

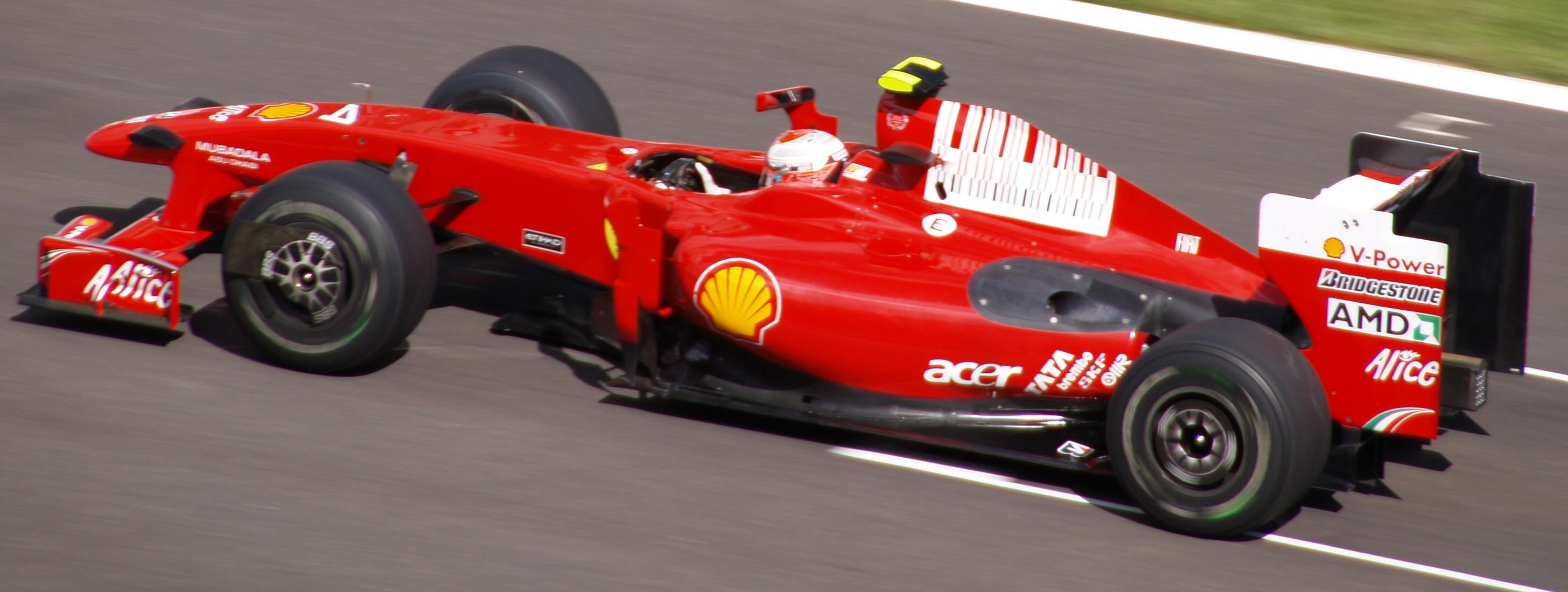
2009年比利时大奖赛中莱科宁利用KERS实现反超并赢得了比赛。

国际汽车联合会批准於2009年度賽季使用60千瓦特（80匹馬力）的动能回收系统。各車隊於2008年紛紛投入資金進行研究及測試。至賽季開始，該系统只獲法拉利、雷诺、BMW及麥拉倫車隊所使用。因為技術原因，於賽季中旬已被雷诺及BMW停用。尼克·海费尔德成為第一個使用回收系统榮登三甲的車手，路易斯·咸美頓則是首名奪冠。系統於2010年度賽季雖然仍然獲准使用，但所有車隊一致停用。2014年，賽例容許系統輸出增至120千瓦特（160匹馬力），以彌補引擎由2.4L V8降至1.8L V6 turbo於馬力上的的跌幅。

在一级方程式賽車上的KERS的操作機理。

## 汽车制造商
i-ELOOP（英文：Intelligent Energy Loop）是馬自達汽車公司於2011年11月25日發表的電容式動能回收技術。此套系統乃是將汽車減速時的動能回收儲存，以提高10％的燃油經濟性。